# Hankuk University of Foreign Studies
Hankuk University of Foreign Studies (eller bara 외대, Oedae eller HUFS) är ett universitet i Sydkoreas huvudstad Seoul. HUFS, ett av de privata universiteten i Sydkorea, har två campus i Seoul och Yongin. Uttalet av namnet på koreanska är "Oedae", som betyder "universitetet för främmande språk".